# Jerzy Szacki

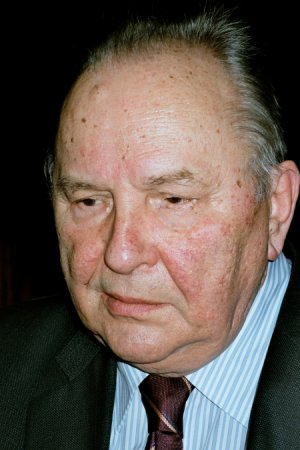
Jerzy Szacki, 2004

Jerzy Ryszard Szacki (6 tháng 2 năm 1929 – 26 tháng 10 năm 2016) là nhà xã hội học và lịch sử tư tưởng xuất chúng người Ba Lan, cựu giáo sư Đại học tổng hợp Warszawa.
Khởi đầu là một thợ cơ khí ngành điện thoại sau Chiến tranh thế giới thứ hai, dần lên thành công chức, năm 1948 anh thanh niên Jerzy Szacki đăng ký vào học khoa xã hội học, nhưng đây cũng là khóa cuối cùng của ngành này vì bị chế độ cộng sản coi là "tiểu tư sản", đóng cửa vào năm 1952. Kịp tốt nghiệp đại học, Szacki bị điều đi lao động trong nhà máy xe lửa ở Wroclaw, nhưng rồi quay trở lại trường vào năm 1956 để làm phó tiến sĩ khi khoa được mở cửa trở lại. Luận văn tiến sĩ (habilitation) triết học được ông bảo vệ năm 1956, được phong phó giáo sư năm 1973 và giáo sư năm 1987. Sau khi nghỉ hưu năm 1999 ông tiếp tục làm giáo sư thỉnh giảng cho đại học tư nhân Tâm lý xã hội Warszawa cho đến năm 2003. Sự nghiệp nghiên cứu và giảng dạy của giáo sư Jerzy Szacki cũng ghi nhận các khoảng thời gian ở Collège de France, Đại học Minnesota, Đại học Oxford và Institut fur die Wissenschaft vom Menschen, Viên. Hiện tại ông được xếp vào hàng những cây đại thụ trong ngành xã hội học Ba Lan, vốn từng do Florian Znaniecki lập ra năm 1920.
Tác phẩm nguyên gốc tiếng Anh History of Sociological Thought (lịch sử tư tưởng xã hội học), điểm lại toàn bộ lịch sử phát triển của các hệ tư tưởng xã hội học, được xuất bản năm 1979 nhưng không được giới nghiên cứu phương Tây mặn mà, trong khi giới nghiên cứu người Ba Lan lại đón nhận nồng nhiệt, dùng làm sách giáo cho đến tận ngày nay, và trao giải thưởng danh dự của Khoa học Ba Lan (Nagroda Fundacji na rzecz Nauki Polskiej) năm 2003. Trong thập niên 1970, Jerzy Szacki có nhiều quan hệ với giới chính trị đối lập ở Ba Lan và sau này có tham gia lập đảng Công đoàn lao động (Solidarność Pracy), tổ chức mà sau đó mau chóng sáp nhập với Liên minh Lao động (Unia Prac) - một chính đảng có nhiều uy tín thời bấy giờ. Vào năm 1994 công trình nghiên cứu tiếng Ba Lan của giáo sư Jerzy Szacki về Liberalizm po komunizmie (Chủ nghĩa tự do sau chủ nghĩa cộng sản) được dịch sang tiếng Anh và đặc biệt quan tâm trong giới học giả phương Tây vì phân tích các thách thức cho hệ tư tưởng dân chủ tự do trong môi trường xã hội nhiều năm sống dưới chế độ cộng sản và các chính quyền phi dân chủ.